# Abeja cuco

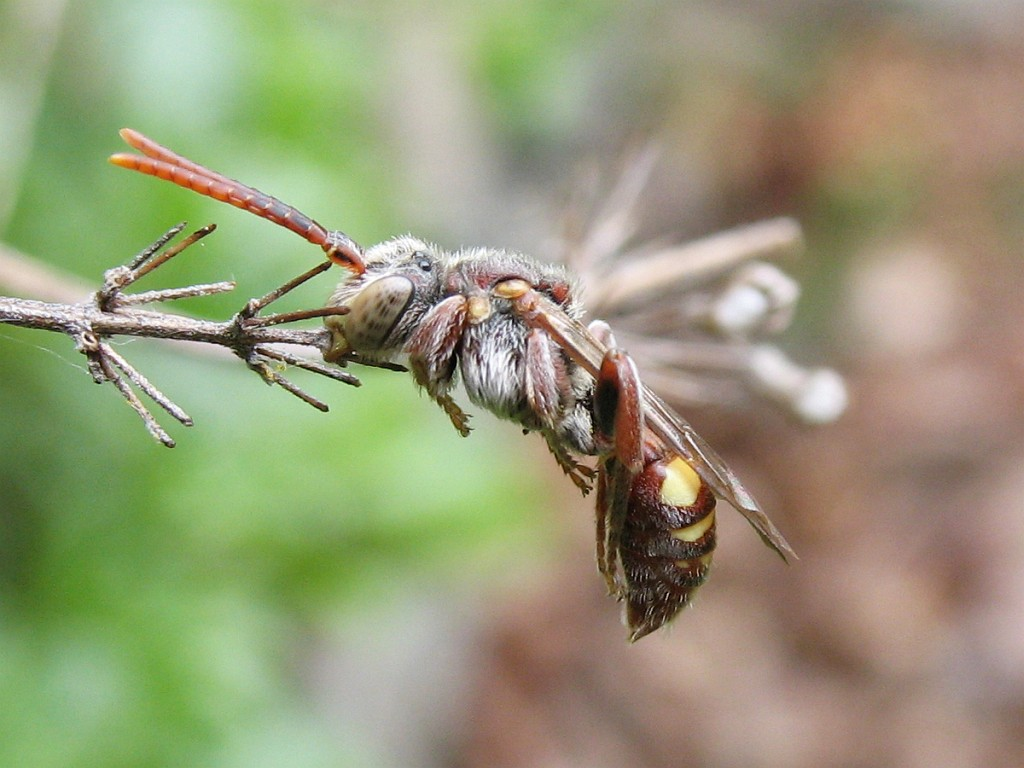
Abeja cuco del género Nomada, durmiendo sostenida por sus mandíbulas

El término abeja cuco se aplica a varios linajes de abejas que han evolucionado un comportamiento cleptoparasítico de depositar sus huevos en los nidos de otras especies de abejas, similar al comportamiento de las aves cucos. Las abejas cuco más comunes son las de la subfamilia Nomadinae en la familia Apidae, pero también se refiere a menudo en Europa a los abejorros (Bombus) del subgénero Psithyrus.  Las hembras de abejas cucos se diferencian de otras abejas hembras en su carencia de órganos colectores de polen (escopas o corbículas). Suelen tener escaso pelo, que hace que se asemejen a avispas. A menudo, el exoesqueleto es una coraza fuertemente esculpida. Las mandíbulas suelen ser fuertes en muchas especies. Otros rasgos frecuentes no son tan visibles.  
Suelen entrar en los nidos de abejas colectoras de polen y depositar sus huevos en celdillas que ya han sido provisionadas por la abeja huésped. Cuando la larva de la abeja cuco emerge del huevo suele comer el polen almacenado. También suele matar a la larva de la abeja huésped y comerla. En el caso de abejas sociales como los abejorros, los cleptoparásitos (Psithyrus), invaden el nido de sus huéspedes, dominan o aun matan a la reina del nido, destruyen los huevos y subyugan a las obreras que proceden a cuidar los huevos que deposita el abejorro parásito. Los abejorros cucos no tienen obreras aunque pertenezcan a un grupo de abejas eusociales. Se los suele llamar parásitos de puesta.

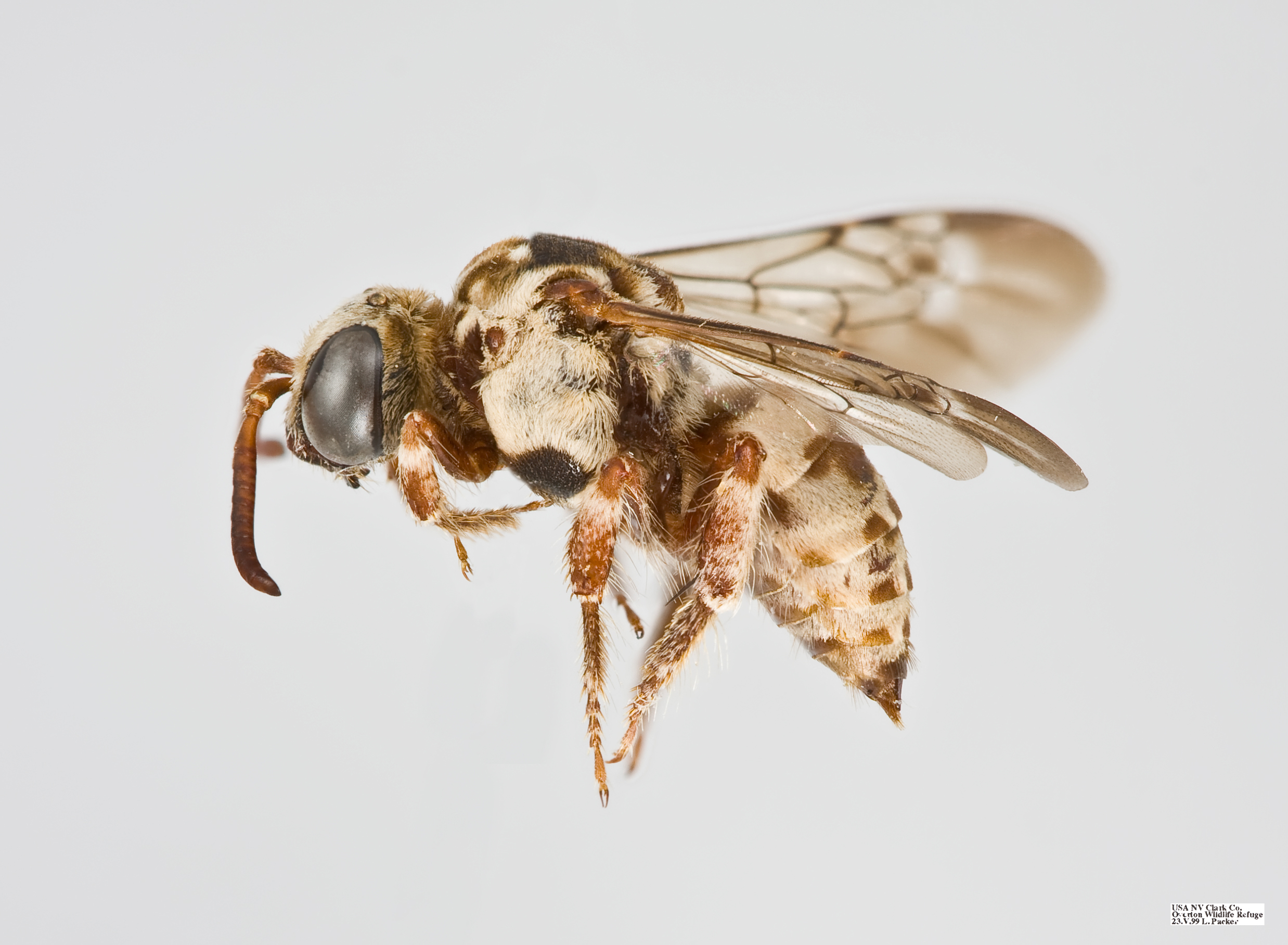
Zacosmia maculata hembra (tribu Melectini)

Muchas abejas cucos están estrechamente relacionadas con sus huéspedes y presentan apariencia similar. Esto recibe el nombre de regla de Emery, en honor de quien estudió este fenómeno. Otras parasitan a abejas de otras familias, por ejemplo Townsendiella de la subfamilia Nomadinae parasita a abejas de la familia Dasypodaidae, género Hesperapis; otras especies atacan a abejas halíctidas; aun otras apidas (Holcopasites) atacan andrénidas.
El comportamiento cleptoparasítico ha evolucionado independientemente un gran número de veces; C. D. Michener (2000) enumera 16 linajes en que el parasitismo social evolucionó (la mayoría en la familia Apidae) y 31 linajes que parasitan huéspedes solitarios (en Apidae, Megachilidae y Halictidae); estos grupos representan colectivamente varios miles de especies y, por consiguiente, una alta proporción de biodiversidad.
Algunos ejemplos de abejas cucos: la subfamilia Nomadinae, la tribu Melectini y el subgénero Psithyrus (en Apidae); Coelioxys, Stelis  y Dioxys (en Megachilidae); Sphecodes y otros 7 géneros (en Halictidae). 
No hay abejas cucos en las familias Andrenidae, Melittidae y Stenotritidae; es posible que haya una especie cuco en la familia Colletidae (en el género Hylaeus).